# Begoña Amengual
Begoña Amengual (Mallorca, 1972) és una empresària mallorquina, directora de MAC Hotels, empresa hotelera fundada pel seu pare, Miquel Amengual Cifre, i on treballa des de 1996.
És llicenciada en ciències econòmiques per la Universitat de Barcelona. El 2025 fou inclosa a la llista Forbes de les 50 dones més influents de les Balears.